# Pileolariaceae
Pileolariaceae Cummins & Y. Hirats. – rodzina grzybów z rzędu rdzowców (Pucciniales).

## Systematyka
Rodzinę tę do taksonomii grzybów wprowadzili George Baker Cummins i Yasuyuki Hiratsuka w 1983 r. Według Index Fungorum należą do niej rodzaje:
- Atelocauda Arthur & Cummins 1933
- Pileolaria Castagne 1842[2].